# Eduardo Fernández (guitarrista)
Eduardo Fernández Odella (La Paz (Canelones), 28 de julio de 1952) es un guitarrista clásico y compositor y docente uruguayo, de trayectoria internacional.

## Biografía
Alumno de Abel Carlevaro durante 4 años y de Héctor Tosar desde 1980 a 1984, Fernández tiene una larga trayectoria como guitarrista clásico de nivel internacional. Su estilo de interpretación ha sido comparado con el del español Andrés Segovia. "Raras veces hemos presenciado un debut más notable en cualquier instrumento", escribía el crítico del New York Times en ocasión de su debut en 1977
Fernández cuenta con más de 20 fonogramas en su haber. Se lo reconoce mundialmente como uno de los mejores guitarristas clásicos de la actualidad.

## Obras
- Sonatina en 3 movimientos (1975)
- Toccata para tres guitarras (1979)
- Procesión (1980)
- Punto Quieto (1981)
- Constelación (1982)
- Trayectoria para cuatro guitarras (1983)
- Consecuencias (1983)
- A Meditation in Sakura (1995)